# Hennaarderadeel
Hennaarderadeel est une ancienne commune néerlandaise de la province de la Frise.

## Histoire
La commune a existé jusqu'au 1er janvier 1984. À cette date, la commune a été regroupée avec celle de Baarderadeel pour former la nouvelle commune de Littenseradeel, renommée Littenseradiel (en frison) dès 1985

## Localités
La commune était composée de quatorze villages. Wommels était le chef-lieu.

### Démographie
En 1840, la commune de Hennaarderadeel comptait 520 maisons et 3 369 habitants.